# 格桑居冕
格桑居冕（藏語：སྐལ་བཟང་འགྱུར་མེད་，威利转写：skal bzang 'gyur med；1927年12月27日—2012年3月12日），拉薩人，中國的藏語學家。自1951年以來，一直在中央民族大學進行藏語文教授與研究，主講古藏文、藏文文法、現代藏語、藏語方言及翻譯等內容。曾任中央民族大學藏學系教授。
2012年3月12日因病医治无效于北京逝世，終年85歲。

## 專著
- 格桑居冕．《實用藏文文法》．成都：四川民族出版社．1987年．ISBN 7-5409-0099-7．
- 格桑居冕、格桑央京．《藏語方言概論》．北京：民族出版社．2002年7月．ISBN 7-105-05095-0．